# Milidowska Góra
Milidowska Góra (biał. Мілідаўская гара, Milidauskaja hara, ros. Милидовская гора, Milidowskaja gora, 320 m n.p.m.) – wzgórze na Białorusi, najwyższy szczyt Garbu Oszmiańskiego. Znajduje się w rejonie smorgońskim obwodu grodzieńskiego, na północnym skraju wsi Milidowszczyzna. Ma zaokrąglony wierzchołek i wypukłe stoki, których nachylenie wynosi do 35° od strony północnej, północno-zachodniej i zachodniej oraz do 10° od strony południowej. Wzgórze zbudowane jest z morenowych piasków gliniastych, otoczakowych głazów i piasków gruboziarnistych; w dolnej i środkowej części podnóża z lessopodobnych pyłowatych piasków gliniastych. Na powierzchni występują gleby darniowo-bielicowe ze średnią zawartością piasków gliniastych. Część przy wierzchołku pokryta jest lasem, środkowa i niższa – częściowo gruntami ornymi (w 1984 roku stanowiły one 68% powierzchni tej części). Od 28 marca 2007 roku Milidowska Góra wraz z otaczającym ją obszarem o powierzchni ok. 20 ha (ok. 500×300 metrów) znajduje się na liście geologicznych pomników przyrody znaczenia państwowego. Wzgórze jest celem odwiedzin turystów ze względu na walory krajobrazowe oraz miejscem weekendowych biegów narciarskich.
W okresie dwudziestolecia międzywojennego wzgórze znajdowało się na terytorium II Rzeczypospolitej, w województwie wileńskim, w powiecie oszmiańskim.